# Vincenc Prasek
Vincenc Prasek (9. dubna 1843 Milostovice  – 31. prosince 1912 Napajedla) byl slezský pedagog, jazykovědec, spisovatel, novinář a národní buditel. Přispíval do Opavského besedníku, Opavského týdenníku, Novin Těšínských a byl v letech 1883–1895 prvním ředitelem českého gymnázia v Opavě.

## Život
Svou učitelskou kariéru zahájil roku 1868 v Olomouci na místním Slovanském gymnáziu. Byl zvolen do prvního výboru tamní Matice školské a v letech 1876–1877 stál u vzniku Matice opavské, jíž se později stal předsedou. V jejím rámci se zabýval především publikováním prací zaměřených na politickou historii, etnografii, jakož i historický místopis Moravy a Slezska. Roku 1870 se stal profesorem reálného gymnázia v Chrudimi. Roku 1888 začal vlastním nákladem vydávat nedokončenou Vlastivědu Slezskou. V letech 1883–1895 byl prvním ředitelem českého gymnázia v Opavě. V letech 1902–1909 redigoval časopis Selský archiv, zaměřující se na obecné i kulturní dějiny selského stavu na Moravě a ve Slezsku.
Původním vzděláním klasický a slovanský lingvista vydal i několik jazykovědných prací, zabýval se především slovanským zvukoslovím (fonetikou) a skladbou (syntaxí). Prasek byl zakladatelem Vlastivědného muzea v Olomouci (1883) a Muzea Matice opavské (1884). Napsal cca tři a pul tisíce novinových a časopiseckých článků. V Opavě, Olomouci a Ostravě je po něm pojmenována ulice Praskova. V rodných Milostovicích je na jeho počest pojmenováno náměstí.
Byl považován za odpůrce mladogramatického přístupu Jana Gebauera. Praskův Brus z roku 1873 byl typickým příkladem brusičských snah, vůči jakým se Gebauer programově vymezoval.

## Dílo
V rámci ediční řady Vlastivěda Slezská
- Prasek, Vincenc. Podání lidu. Opava 1888.
- Prasek, Vincenc. Historická topografie země Opavské. A–K. Opava 1889.
- Prasek, Vincenc. Dějiny kraje Holasovského čili Opavského. Opava 1891.
- Prasek, Vincenc. Dějiny knížectví Těšínského. Opava 1894.

Jazykovědné práce
- Prasek, Vincenc. Brus příspěvečkem ku skladbě srovnávací. Praha 1873.